# Gioacchino Gesmundo
Gioacchino Gesmundo (Terlizzi, 20 novembre 1908 – Roma, 24 marzo 1944) è stato un partigiano italiano, martire delle Fosse Ardeatine.

## Biografia
Nato da Nicola e da Raffaella Vendola, si trasferì a Roma nel 1928 ove divenne professore di storia e filosofia presso il liceo Cavour a partire dal 1934. Durante la dittatura del fascismo si iscrisse al Partito Comunista Italiano e fu attivo nella resistenza romana.
Sotto l'occupazione tedesca nella sua casa ospitò dapprima la redazione clandestina del giornale l'Unità e successivamente l'arsenale dei GAP romani ai quali aderiva. La sua vita politica si svolse sempre nell'ambito del PCI; divenuto capo locale del controspionaggio del partito, preparò una storia completa del comunismo (andata perduta) e teneva corsi di formazione ideologica ai compagni di lotta.
Il 29 gennaio 1944 la polizia fascista fece irruzione nel suo appartamento dove furono rinvenuti sacchi contenenti chiodi a quattro punte (si scoprirà in seguito che Gesmundo stava organizzando un attentato ai danni dei trasporti tedeschi).
Venne dunque arrestato e tradotto nelle carceri di via Tasso (la sua cella è stata la n.13) per essere interrogato. Qui venne torturato per circa un mese.
Fu condannato dal tribunale di guerra tedesco alla pena capitale. Affrontò la morte alle Fosse Ardeatine assieme al suo concittadino Don Pietro Pappagallo.

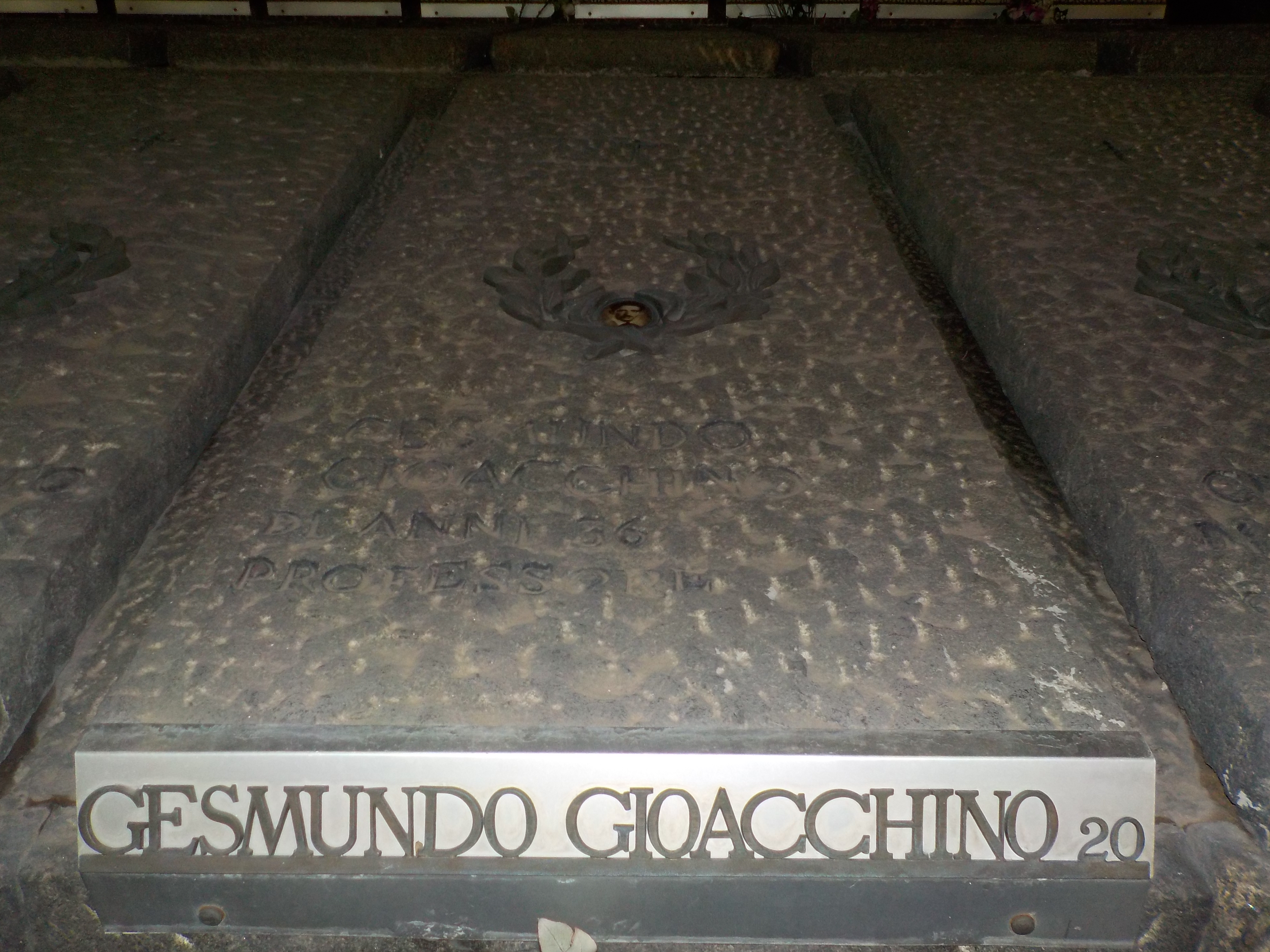
La tomba di Gioacchino Gesmundo, Roma, Mausoleo delle Fosse Ardeatine

## Riconoscimenti

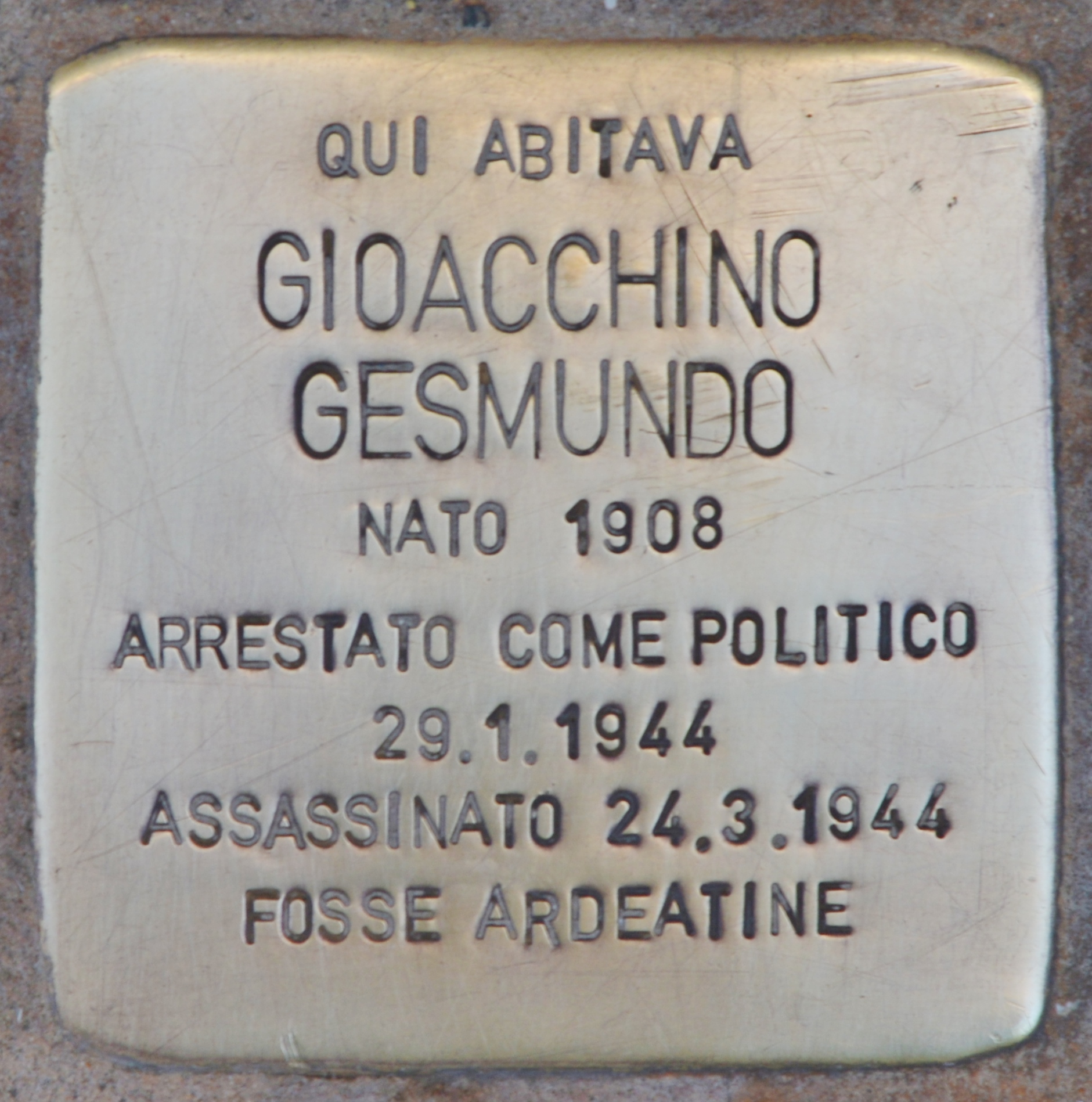
La Stolperstein posta davanti alla sua abitazione romana in via Licia 54

- In via Vittorio Veneto a Terlizzi è presente una targa che ne commemora la nascita.
- Nel Museo storico della Liberazione a Roma si conserva una sua camicia insanguinata.
- Nel suo comune di nascita è stata dedicata alla sua memoria una scuola media inferiore.
- Nel liceo classico di Formia e nel liceo scientifico Cavour di Roma, scuole in cui ha insegnato, gli sono state intitolate le biblioteche.
- A Gioacchino Gesmundo è intitolato, nel quartiere romano di Tor Sapienza, un grande complesso scolastico destinato a scuola primaria e dell'infanzia.
- Nel Liceo Classico Marco Terenzio Varrone di Rieti è presente una targa in suo onore.
- A Roma in via Licia al civico 54 dove abitava e dove fu arrestato è presente una targa in memoria ed è stata posta una Stolperstein.

## Sceneggiatura
- scuola G. Gesmundo,la mente e il cuore, Terlizzi 9 maggio 2009